# Phiale rubriceps
Phiale rubriceps är en spindelart som först beskrevs av Władysław Taczanowski 1871.  Phiale rubriceps ingår i släktet Phiale och familjen hoppspindlar. Inga underarter finns listade i Catalogue of Life.